# 第聶伯水庫
48°08′09″N 35°07′43″E / 48.13583°N 35.12861°E

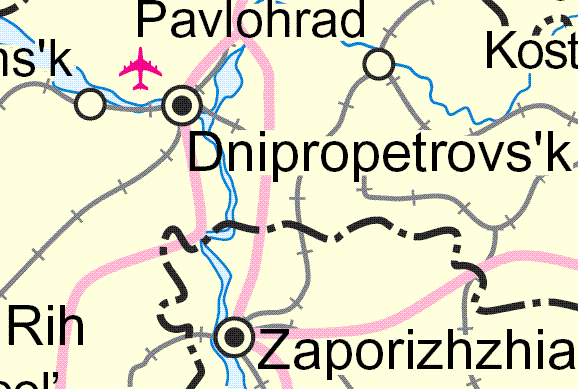

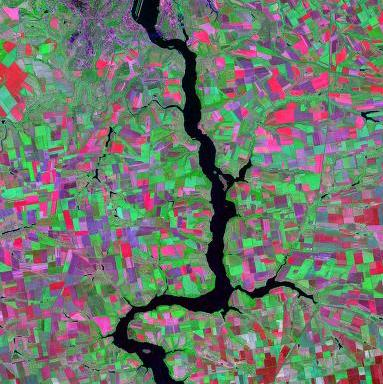

第聶伯水庫是烏克蘭的水庫，位於第聶伯河河道上，位於第聶伯羅彼得羅夫斯克州和札波羅結州，始建於1932年，長129公里、寬3.5公里，面積420平方公里，平均水深8米，最大水深53米。